# Angelica vincitrice di Alcina
Angelica vincitrice di Alcina – opera, którą skomponował i wystawił w Wiedniu w 1716 austriacki kompozytor późnego Baroku Johann Joseph Fux (1660 - 13 II 1741). Opera był typową trzyaktową opera seria typu neapolitańskiego.